# Doriopsilla nigromaculata
Doriopsilla nigromaculata är en snäckart som först beskrevs av Cockerell In Coc. och John Nevill Eliot 1905.  Doriopsilla nigromaculata ingår i släktet Doriopsilla och familjen Dendrodorididae. Inga underarter finns listade i Catalogue of Life.